# St. Nikolaihof

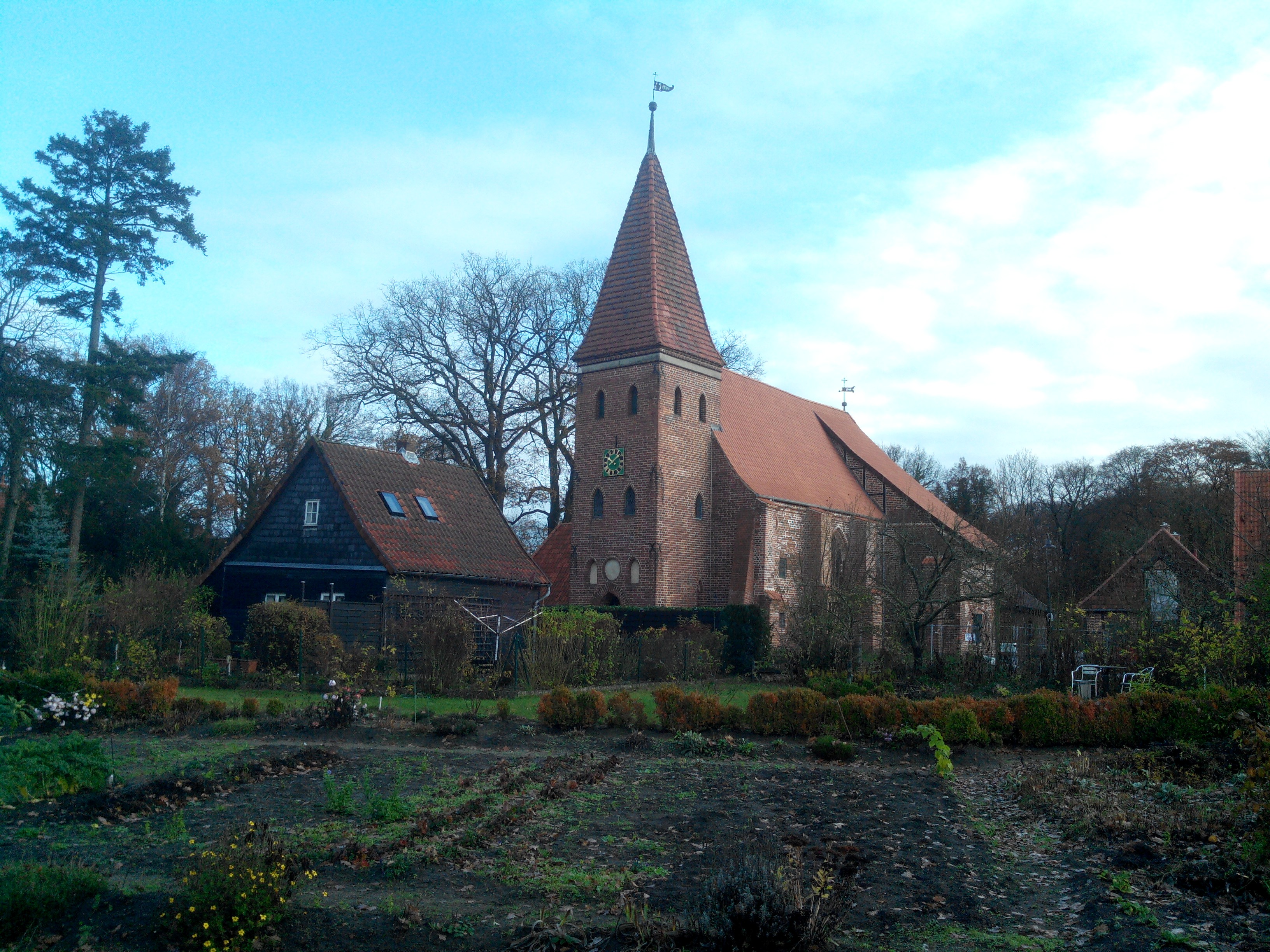
Der St. Nikolaihof von Westen

Der St. Nikolaihof ist ein unter Denkmalschutz stehendes, historisches Bauensemble in Bardowick. Die mittelalterliche Anlage besteht aus Wohn- und Wirtschaftsgebäuden, die sich um die Kapelle St. Nikolai verteilen. Erwähnenswert ist zudem der alte Baumbestand der Anlage.

## Geschichte

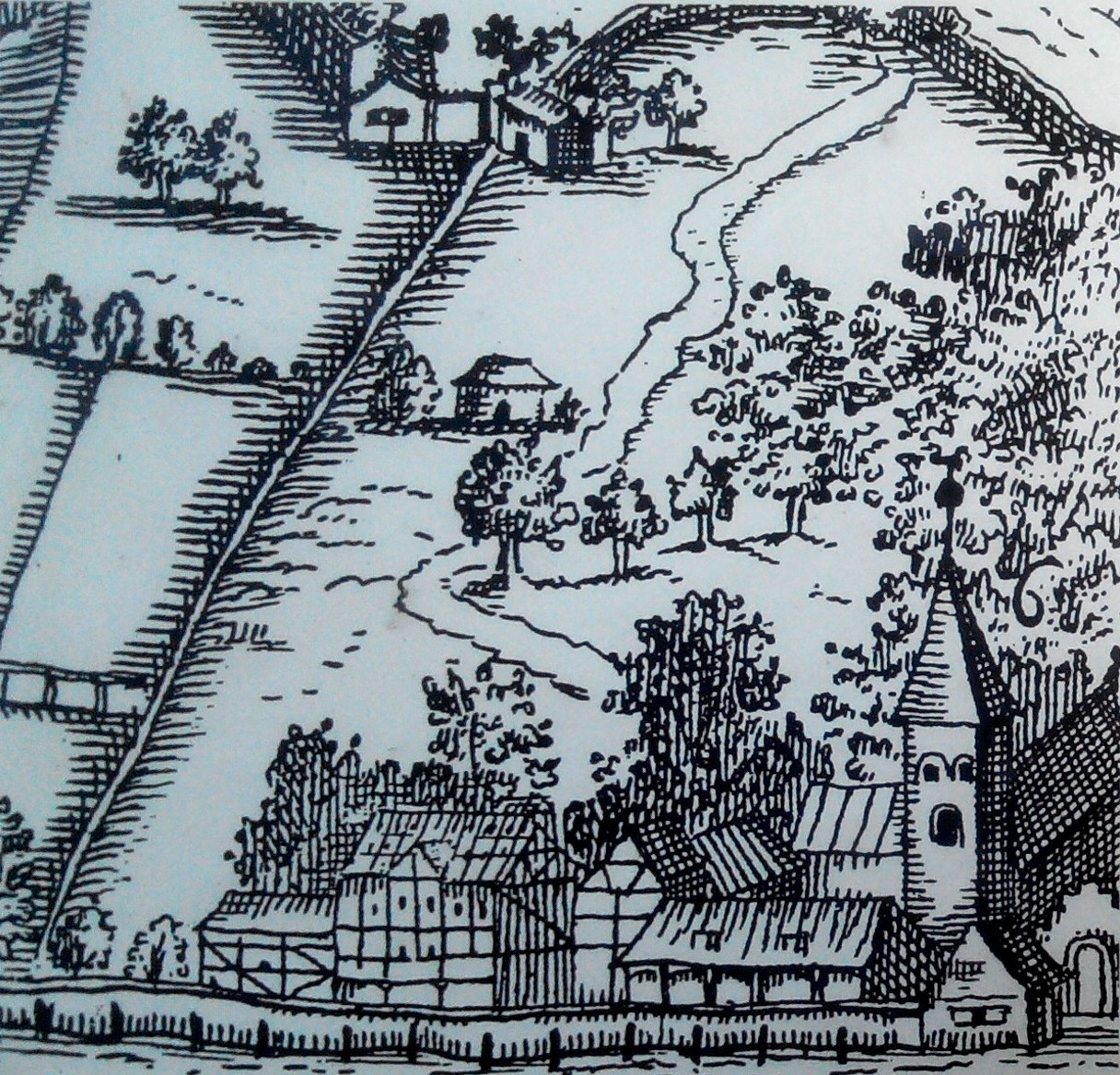
Der Nikolaihof 1588

Die früheste schriftliche Erwähnung als „Haus der armen Kranken“ erfolgte in einer Urkunde aus dem Jahr 1251. Der Hof gehörte der Stadt Lüneburg, die hier ihre Leprakranken außerhalb der Stadtmauern unterbrachte. Nachdem die Lepra eingedämmt war, wurde die Anlage in ein Altenheim umgewandelt. Die Unterbringung erfolgte nach Geschlechtern getrennt. Im 15. Jahrhundert bevölkerten ca. 80 Menschen den Hof, zur einen Hälfte Bewohner von Frauen- und Männerhaus, zur anderen Dienst- und Verwaltungspersonal (Verwalter, Pfarrer, Küster, Organist, Hirten, Knechte und Mägde). Im frühen 14. Jahrhundert wurden eine Kapelle und das alte Männerhaus errichtet, das Provisorat (Haus des Verwalters) im 16. Jahrhundert. Das Frauenhaus wurde 1721 wegen Baufälligkeit bis auf die Kellermauern abgebrochen und bis 1722 neu errichtet. Ca. 1802 kamen das Neue Männerhaus und das sogenannte Organistenhaus (tatsächlich das Pastorat) hinzu. Das Neue Männerhaus ersetzte das eigentliche Organistenhaus, bei dem es sich um ein Nebengebäude des Alten Männerhauses handelte.
Das Frauenhaus wird heute teilweise noch in seiner ursprünglichen Funktion genutzt. Der Nikolaihof wird im Rahmen des Bund-Länder-Programms „Städtebaulicher Denkmalschutz“ saniert, die Außenarbeiten sind bereits weitgehend ausgeführt.

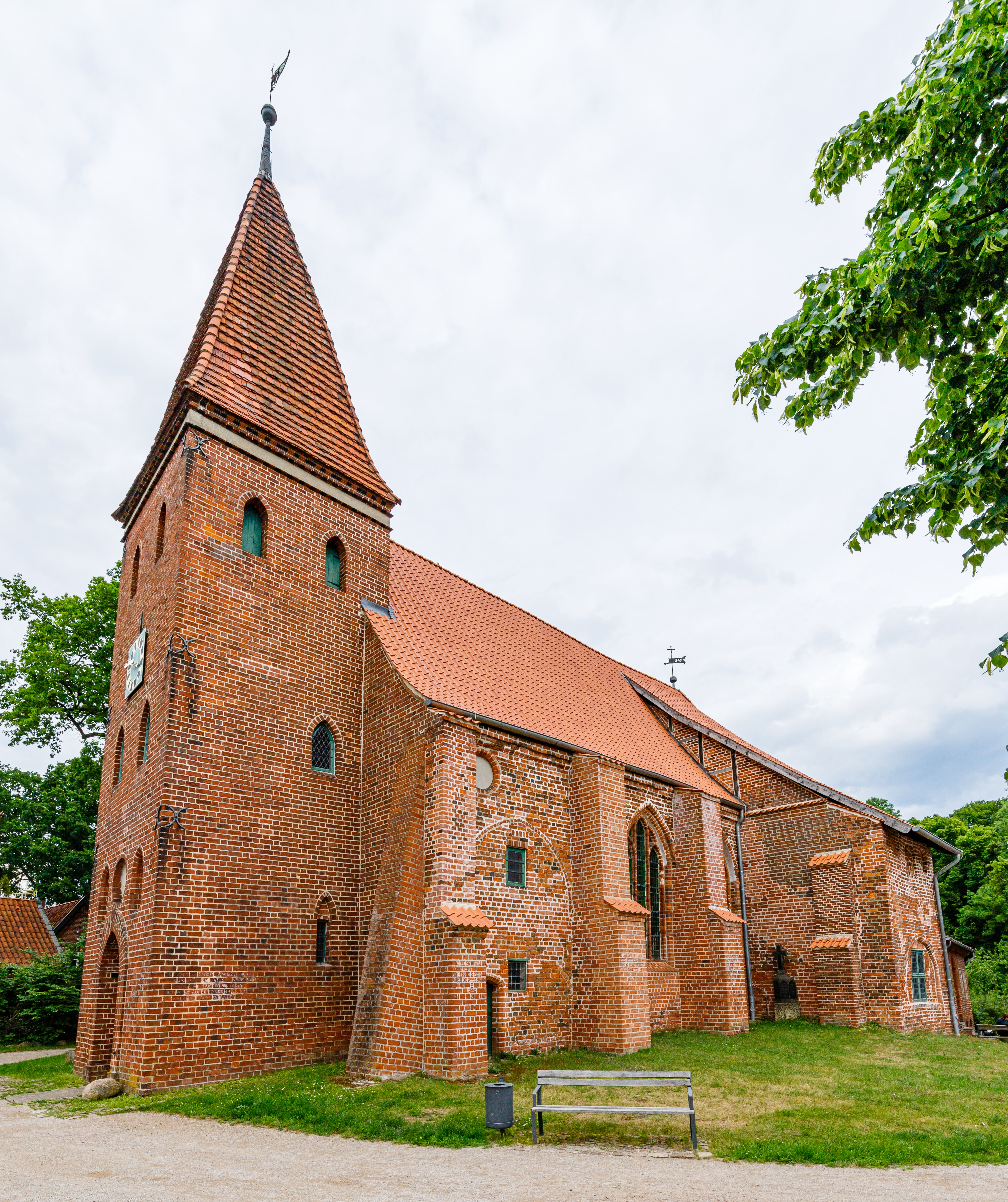
Kapelle St. Nikolai
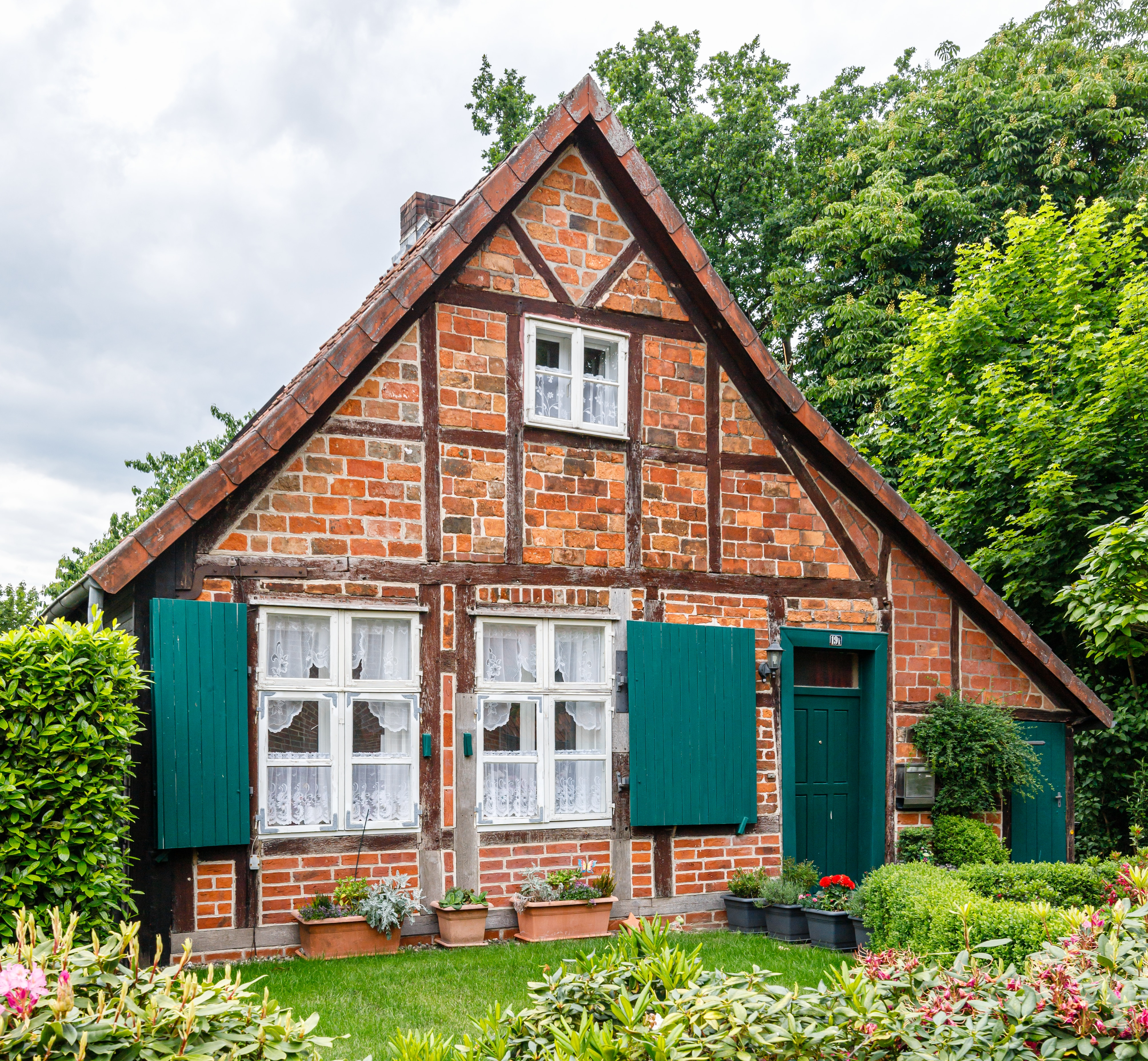
Ein Herrenpfründnerhaus
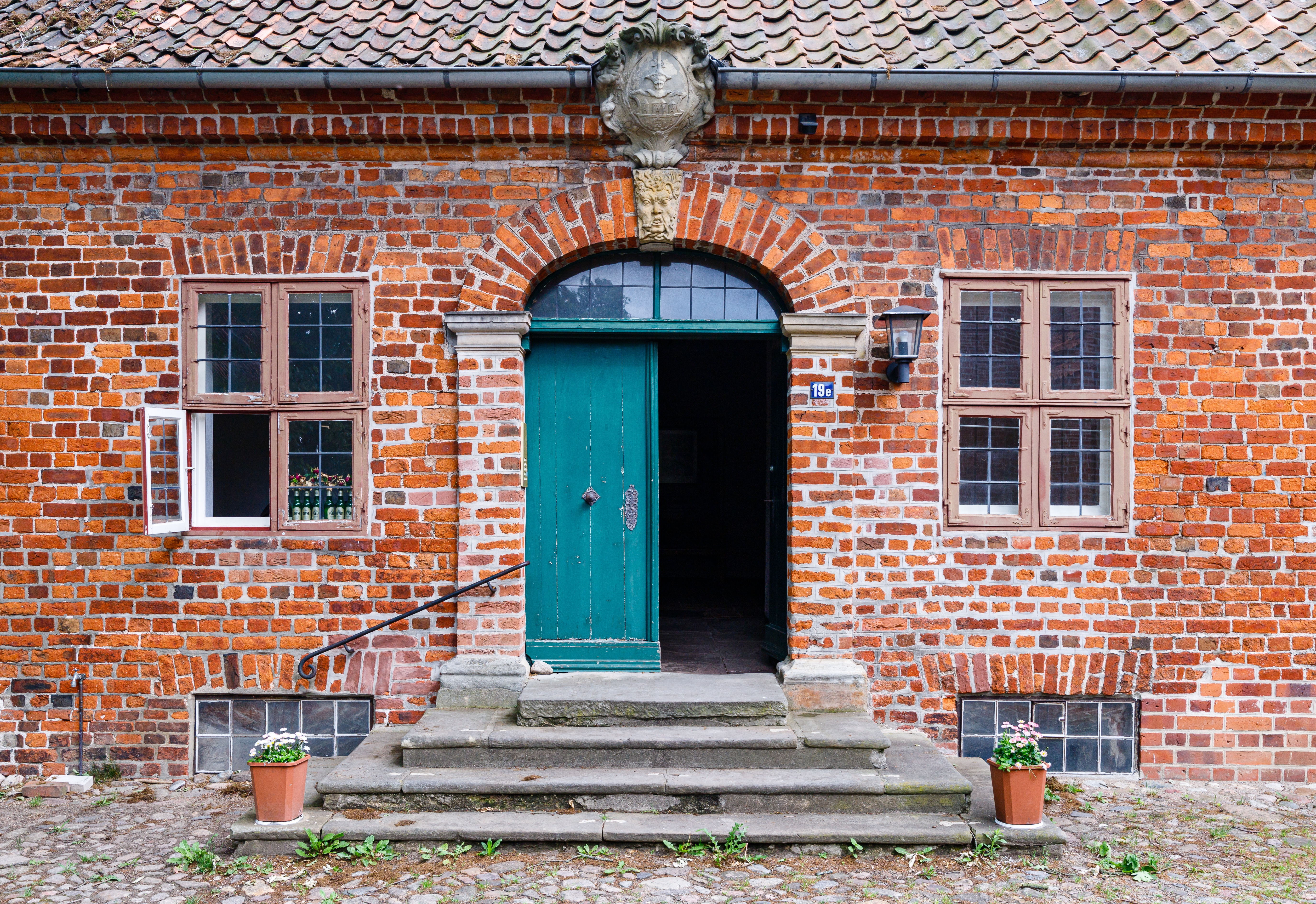
Vorseite des Frauenhauses mit einem Medusenhaupt und dem Wappen der Stadt Lüneburg über dem Eingang
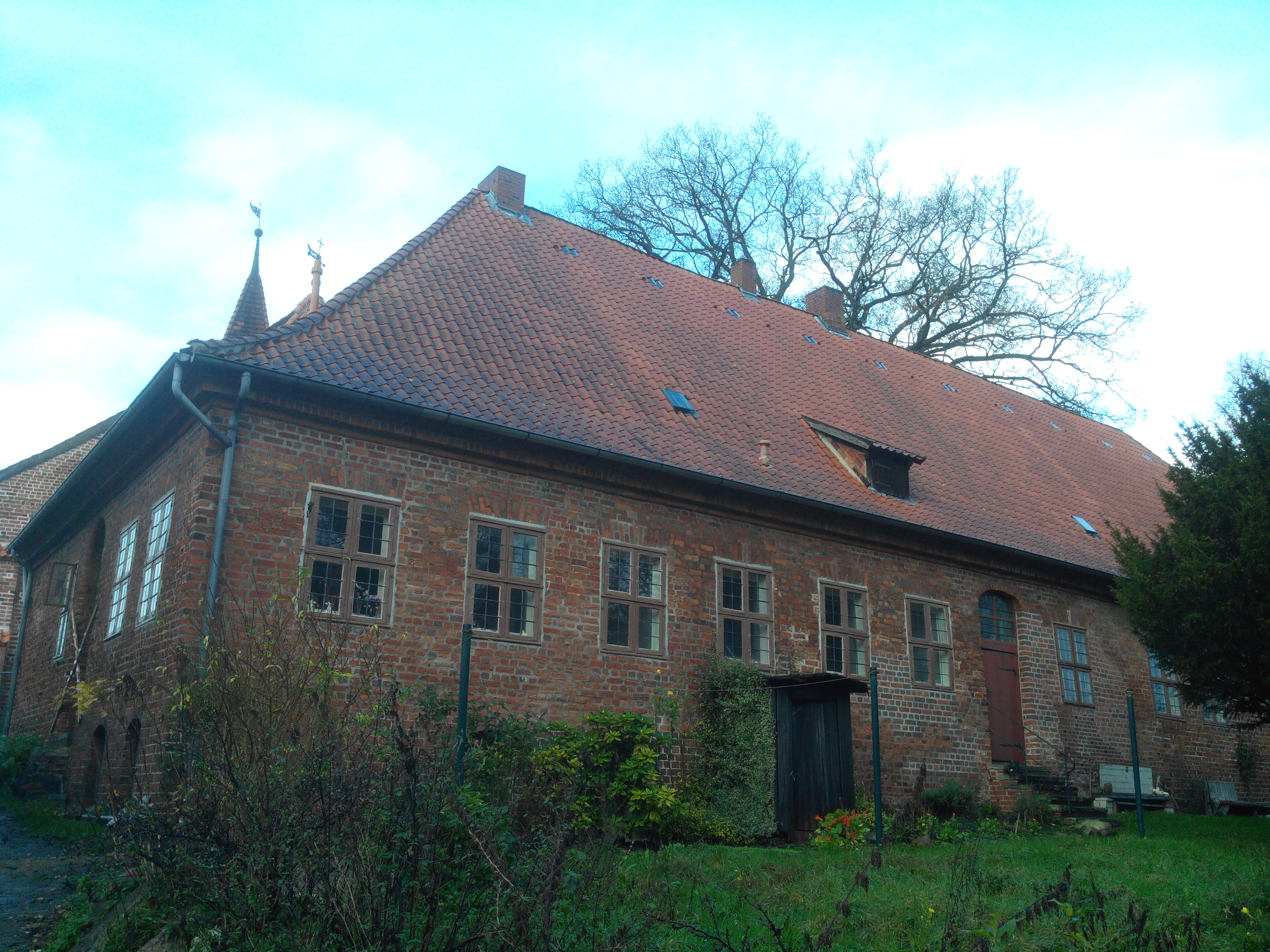
Rückseite des Frauenhauses